# Соболинское сельское поселение (Приморский край)
Соболинское се́льское поселе́ние — сельское поселение в Пожарском районе Приморского края.
Административный центр — село Соболиный.

## История
Статус и границы сельского поселения установлены Законом Приморского края от 7 декабря 2004 года № 191-КЗ «О Пожарском муниципальном районе»

## Население
| 2005 | 2010 | 2011 | 2012 | 2013 | 2014 | 2015 |
| ---- | ---- | ---- | ---- | ---- | ---- | ---- |
| 533  | ↘463 | ↘460 | →460 | ↘447 | ↘420 | ↘415 |
| 2016 | 2017 | 2018 | 2019 | 2020 | 2021 |      |
| ↘411 | ↘401 | ↘383 | ↘358 | ↘349 | ↗352 |      |

## Состав сельского поселения
В состав сельского поселения входят 2 населённых пункта:
| № | Населённый пункт | Тип населённого пункта       | Население |
| - | ---------------- | ---------------------------- | --------- |
| 1 | Соболиный        | село, административный центр | ↘189      |
| 2 | Ясеневый         | село                         | ↘274      |

## Местное самоуправление
Администрация
Адрес: 692027, с. Соболиное, ул. Родникова, 4. Телефон: 8 (42357) 32-4-16
Глава администрации
- Домарев Александр Николаевич